# 김결실
김결실(1982년 4월 13일 ~ )은 대한민국의 은퇴한 여자 축구 선수이다. 대한민국 여자 축구 국가대표팀의 일원으로 2003 FIFA 여자 월드컵에 참가했었다.